# ژان لویی بودری
ژان لویی بودری (به فرانسوی: Jean Louis Baudry) نظریه‌پرداز فرانسوی فیلم است. نظریات او متأثر از روانکاوی ژاک لاکان و زیگموند فروید است. او به خاطر مطرح کردن ایدهٔ آپاراتوس در دو رسالهٔ تأثیرات ایدئولوژیک آپاراتوس (۱۹۷۱) و آپاراتوس (۱۹۷۵) معروف است.

## نظریات سینمایی
بودری ساختار سینما را چونان آپاراتوس ترسیم می‌کند. یعنی مکانی که ما فراموش می‌کنیم سینماست و از این رو تحت نفوذ یک قدرت نامرئی قرار می‌گیریم. بودری این تأثیر سینمایی را با خاصیت مرحلهٔ آینگی لاکان مقایسه می‌کند و سینما را بازتولیدکنندهٔ همان سیستم آینگی لاکانی می‌داند. او سینما را بازتولید کنندهٔ موقعیت کودکی هر انسانی در زهدان مادر می‌داند. از این جهت سینما از یک میل نارسیسیستی ناشی می‌شود. میل به بازگشت به موقعیت روانی اولیه.